# 김정민 (컬링 선수)
김정민(1992년 1월 6일~)는 대한민국의 컬링 선수이다. 서울시청 소속으로 활동하고 있다.